# Château de Bodinio
Le château de Bodinio est un château situé sur la commune de Clohars-Fouesnant dans le Finistère. 

## Histoire
Au fil du temps, son nom a évolué passant de Droniou, devenu Bodigneau au XVe siècle, puis dans sa forme actuelle Bodinio. Le château faisait partie des places fortes du système de défense de la Cornouaille.
Vers 1600, Jeanne de Bodigneau, épouse de François de Kerc’hoent (seigneur de Kergournadech), décide de reconstruire le manoir.
Durant la Révolution française, le bien est confisqué et le 18 pluviôse de l’an II (6 février 1794) acheté par François Thomas Antoine Hernio, chirurgien puis maire de Clohars-Fouesnant, .
Au cours du XVIIIe siècle, le bâtiment est en grande partie démantelé et ses pierres fourniront les matériaux pour la construction du château de Cheffontaines.

## Situation
En septembre 1861, de la terre à porcelaine ou de l'argile de porcelaine fut découverte sur une étendue de plusieurs hectares près d'un cours d'eau.

## Personnalités liées au château
- Achille Guy Marie de Penfentenyo (1766-1835), capitaine de vaisseau et gouverneur de La Réunion[3][source insuffisante]